# Господа демократы
«Господа́ демокра́ты» — произведение эстрады в жанре авторской песни на слова и музыку Игоря Талькова (1989), построенное в виде заочного диалога автора с рядом российских общественных деятелей и революционеров, а также философов XIX века. Получило известность после исполнения Тальковым и его группой «Спасательный круг» в рамках музыкального спектакля «Суд» (1991), а также после выхода студийного варианта песни в 1993 году на альбоме «Этот мир».
Журналом Time Out композиция помещена в список «100 песен, изменивших нашу жизнь».

## История создания
Песня «Господа демократы» была написана в 1989 году. В книге Игоря Талькова «Монолог» второй раздел книги назван одной из строк песни «Господа демократы»: «Природа не может творить по приказу», и в нём содержится следующее авторское объяснение одной из ключевых строк песни:

Семнадцатый год объявил войну Богу, значит, и природе, «а природа не может творить по приказу, и совсем уж понятно, не может и Бог»

Песня входила в концертную программу музыкального спектакля «Суд» и исполнялась в ней от имени «человека из народа» Потапыча (переодетый Игорь Тальков) совместно с другими музыкантами группы «Спасательный круг».
Впервые песня была издана на пластинке уже после гибели Игоря Талькова в студийном альбоме «Этот мир» (1993).
| Александр Радищев (правдолюбец Радищев) | Николай Чернышевский | Александр Герцен | Виссарион Белинский (мечтатель Белинский) | Карл Маркс (мудрец Карла Маркс) |

## Мнения
Исследователь песенной поэзии Игоря Талькова, доктор филологических наук Илья Ничипоров так охарактеризовал это произведение:

В лирике Талькова постижение современности влечет за собой переоценку исторического опыта и предшествующих столетий. Так, в стихотворении «Господа-демократы» (1989) последствия насильственного революционного передела осмысляются в системе исторических параллелей. Речь в заостренной публицистической форме идет и о Французской революции («Париж по сей день отмывает позор»), и о революционно-демократической интеллигенции XIX в. («пусть ответят за все Чернышевский и Герцен»). При этом здесь образуется сложный сплав антиутопических и утопических тенденций поэтической мысли. Развенчание советских идеологем оказывается неотделимым от конструирования новой утопии о Великой Руси, праведном народе, невинно пострадавшем от темных сил, — утопии, произрастающей из внутренней потребности превозмочь ощущение вакуума, оторванности от корней и исторических перспектив.
…
Примечателен стиль стихотворения, характерный в целом для поэзии Талькова: в обращении к «персонажам» обличительно-патетические интонации парадоксально уживаются со сниженно-разговорной лексикой, что создает эффект повышенно эмоциональной речи, способствует оттачиванию афористичной авторской мысли.

Литературный критик Генрих Митин написал, что Тальков в этом произведении революционных демократов назвал «господами демократами», и посчитал их губителями России.
Литературный критик Владимир Бондаренко в газете «Завтра» в 2004 году, комментируя текст песни «Господа демократы», написал, что пугачёвщина сидела в Талькове сильнее, чем его воображаемая царская Россия, а «сама природная ментальность Игоря Талькова была такова, что била по всему мешающему русскому народу жить. Мешали партократы — бить по ним, мешают демократы — бить по ним, и нынешним путинским псевдогосударственникам досталось бы сполна».

## Крылатые фразы
После появления песни её строка «Вот так! Живут Америка с Европой, а у нас все через…» начала применяться как выражение неудовлетворённости тем, что за время советской власти в России западные страны превзошли её по уровню жизни.

## Издания
- В студийных альбомах: «Этот мир» (1993), «Лучшие песни» (2001), «Родина моя» (2001) и др.
- В концертных альбомах: «Концерт 23 февраля 1991 года в Лужниках» (1993), «Последний концерт» (1996), «Суд» (2001) и др.